# 설악산 비선대와 천불동계곡 일원
설악산 비선대와 천불동계곡 일원(雪嶽山 飛仙臺와 千佛洞溪谷 一圓)은 대한민국 강원특별자치도 속초시 설악동에 있는 한국의 화강암 지형이자 지질명소이며 자연명승이다. 2013년 3월 11일 대한민국의 명승 제101호로 지정되었다.

## 비선대
비선대는 와선대에서 노닐던 마고선(麻姑仙)이라는 신선이 이곳에 와서 하늘로 올라갔다 하여 붙여졌다. 비선대는 예부터 많은 시인묵객들이 찾아와 자연의 오묘한 이치를 감상했다고 하며, 암반에 많은 글자가 새겨져있는데 특히「비선대(飛仙臺)」라고 쓴 글자가 대표적이며, 『양양읍지』에 윤순(尹淳)이 쓴 것이라고 기록되어 있다. 비선대 뒤 미륵봉(彌勒峰) 중턱에 뚫려있는 길이 18m의 자연 석굴을 금강굴이라 하며, 일찍이 원효대사가 이곳에서 수도했었다고 전해오고 있다. 천불동을 타고 내려오는 물줄기가 이리저리 휘어지며 작은 폭포를 이루는 등 금강산의 만폭동(萬瀑洞)에 못지않은 경관을 빚어 설악산의 대표적 명승지로 꼽힌다.

## 천불동계곡

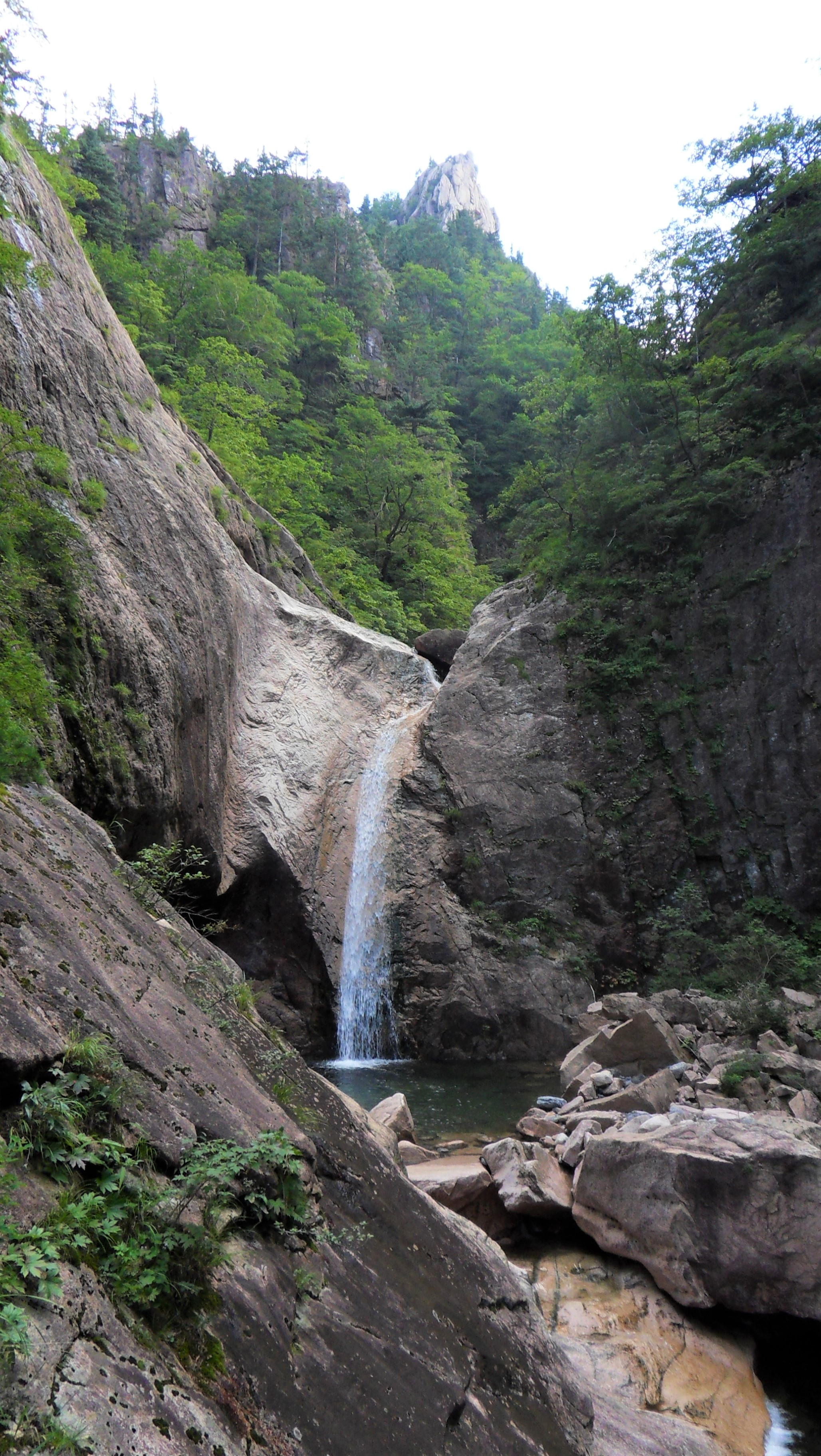
천불동계곡 천당폭포의 모습

천불동계곡은 비선대(飛仙臺)에서 대청봉(大靑峰)으로 오르는 7km의 계곡으로 설악의 산악미를 한곳에 집약하듯, 와선대(臥仙臺)를 비롯하여 비선대 ·문주담(文珠潭) ·이호담(二湖潭) ·귀면암(鬼面岩) ·오련폭포(五連瀑布) ·양폭(陽瀑) ·천당폭포(天堂瀑布) 등 수려하고 빼어난 경관들이 계곡을 따라 이어져 자연 경관적 명승 가치가 뛰어난 계곡이다.
천불동이라는 명칭은 천불폭포에서 딴 것이며, 계곡 일대에 펼쳐지는 천봉만암(千峰萬岩)과 청수옥담(淸水玉潭)의 세계가 마치 ‘천불’의 기관(奇觀)을 구현한 것 같다고 붙여진 이름으로 무수히 많은 바위와 암봉으로 이루어진 골짜기는 범상치 않고 빼어난 천하의 절경을 한데 모아놓은 듯한 산악미의 극치를 이루고 있다.
지리산 칠선계곡과 한라산 탐라계곡과 더불어 우리나라 3대 계곡중 하나이다.
김창흡(金昌翕)의 「설악일기(雪岳日記)」, 김몽화(金夢華)의 「유설악록(遊雪嶽錄)」에서 설악산 비선대 주변의 경관을 극찬하고 있다.

## 같이 보기
- 설악산
- 한국의 화강암

## 참고 자료
- 설악산 비선대와 천불동계곡 일원 - 국가유산청 국가유산포털